# Pseudomops puiggarii
Pseudomops puiggarii es una especie de cucaracha del género Pseudomops, familia Ectobiidae. Fue descrita científicamente por Bolívar en 1881.
Habita en Brasil.